# Піраміда Уніса
29°52′06″ пн. ш. 31°12′53″ сх. д. / 29.86833° пн. ш. 31.21472° сх. д.
Пірамідальний комплекс Уніса розташований у Саккарі, неподалік від Каїра в Єгипті. Піраміда Уніса була збудована за часів V династії. Нині перебуває у напівзруйнованому стані та більше нагадує пагорб, ніж піраміду.

## Дослідження
Піраміду вивчали такі єгиптологи, як Джон Перрінг і Карл Лепсіус, однак першим до неї 1881 року потрапив Гастон Масперо. Він був першим, хто побачив заупокійні тексти на стінах тієї піраміди. Ті тексти, як і тексти інших знайдених поблизу пірамід, тепер більш відомі як «Тексти пірамід».
Уніс був одним з перших фараонів, у чиїй гробниці були подібного роду написи, записані на стінах всередині піраміди. У тих текстах було записано магічні закляття й формули, що мали забезпечити збереження душі фараона у його подорожі через Дуат. Така концепція була настільки успішною серед наступних фараонів, що вже у період Середнього царства їх почали записувати на поверхні саркофагів (Тексти Саркофагів), а за часів Нового царства й до династії Птолемеїв їх уже записували на більш дешевих папірусах (Книга мертвих), а тексти стали доступними для простих людей.
У поховальній камері піраміди Уніса були знайдені рештки мумії (череп, кістки правої руки та гомілки), але кому вони належали — невідомо. На північному сході, поряд з пірамідою Уніса, розташована мастаба, де була похована дружина фараона.
Вважається, що в заупокійних текстах піраміди Уніса є риси семітських діалектів, записаних єгипетськими ієрогліфами, що є однією з найдавніших семітських мов.

## Галерея

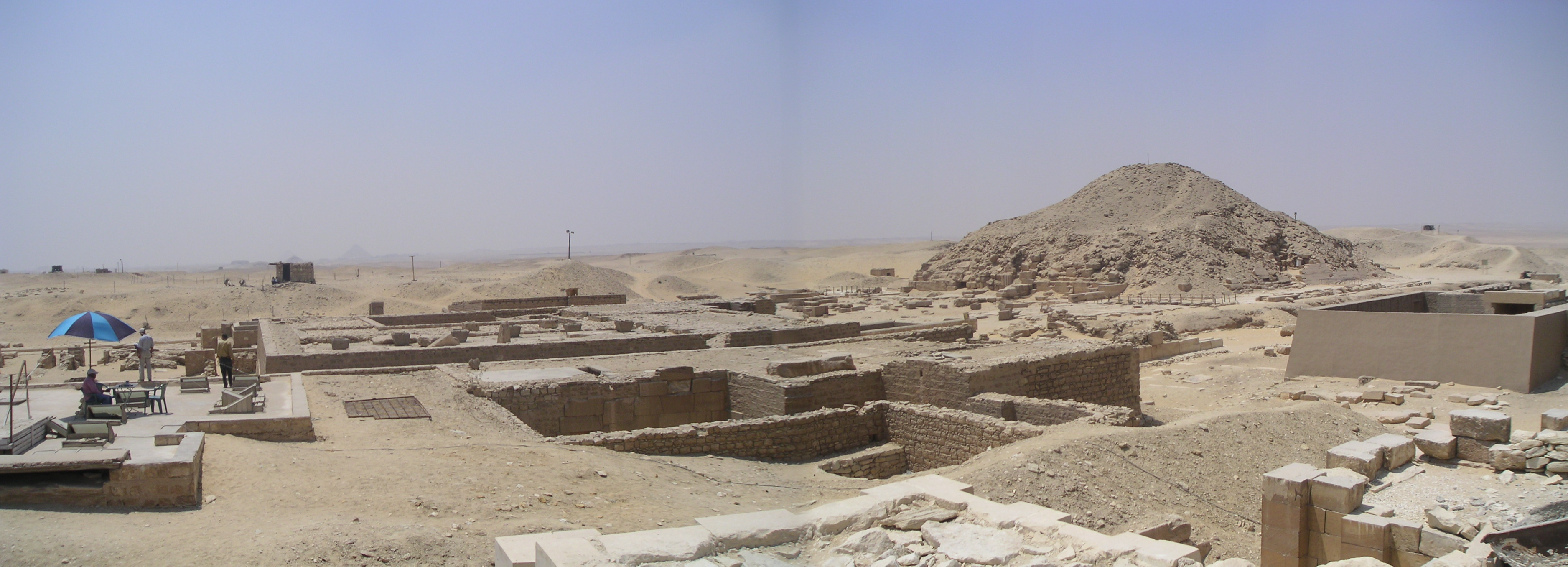
Vue générale du complexe d'Ounas et de ses environs
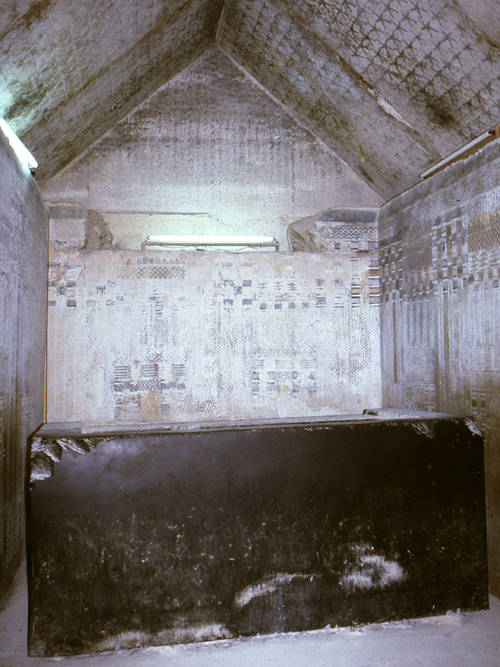
Chambre funéraire de la pyramide d'Ounas
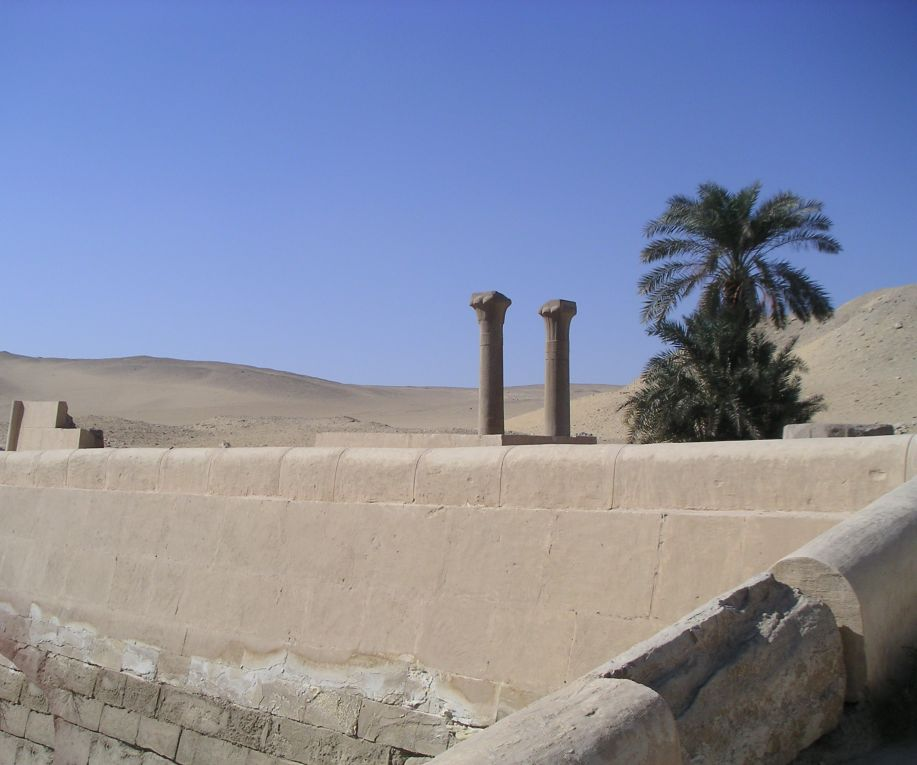
Vestiges du temple de la vallée du complexe funéraire d'Ounas
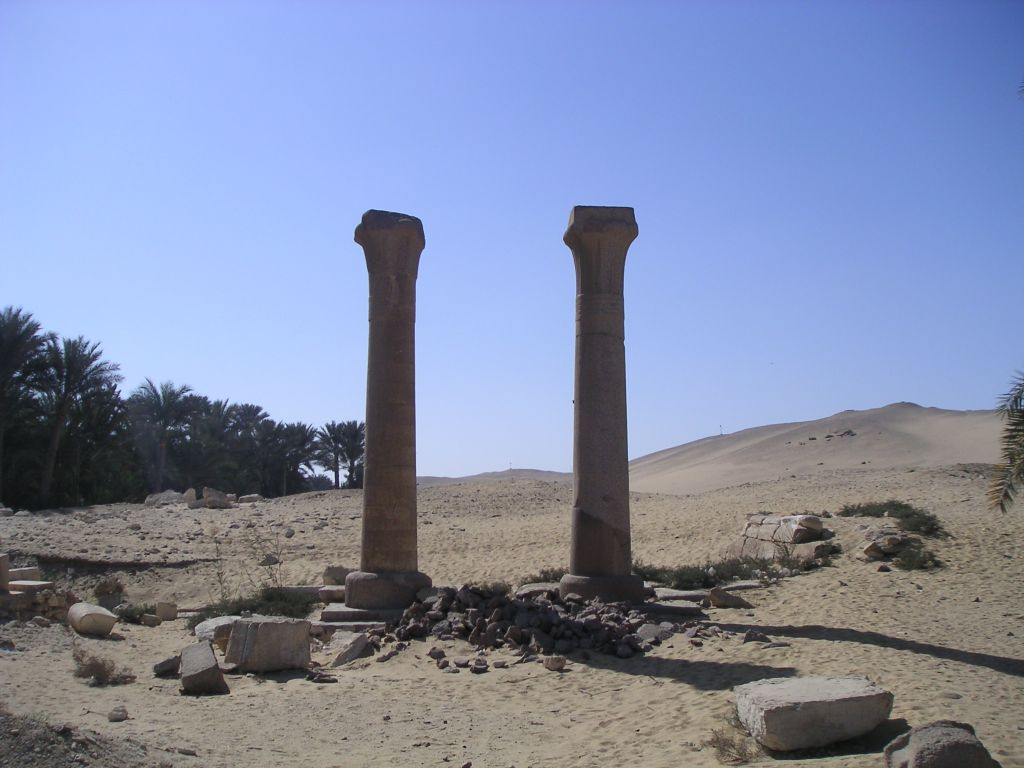
Les colonnes monolithique de granit du temple de la vallée
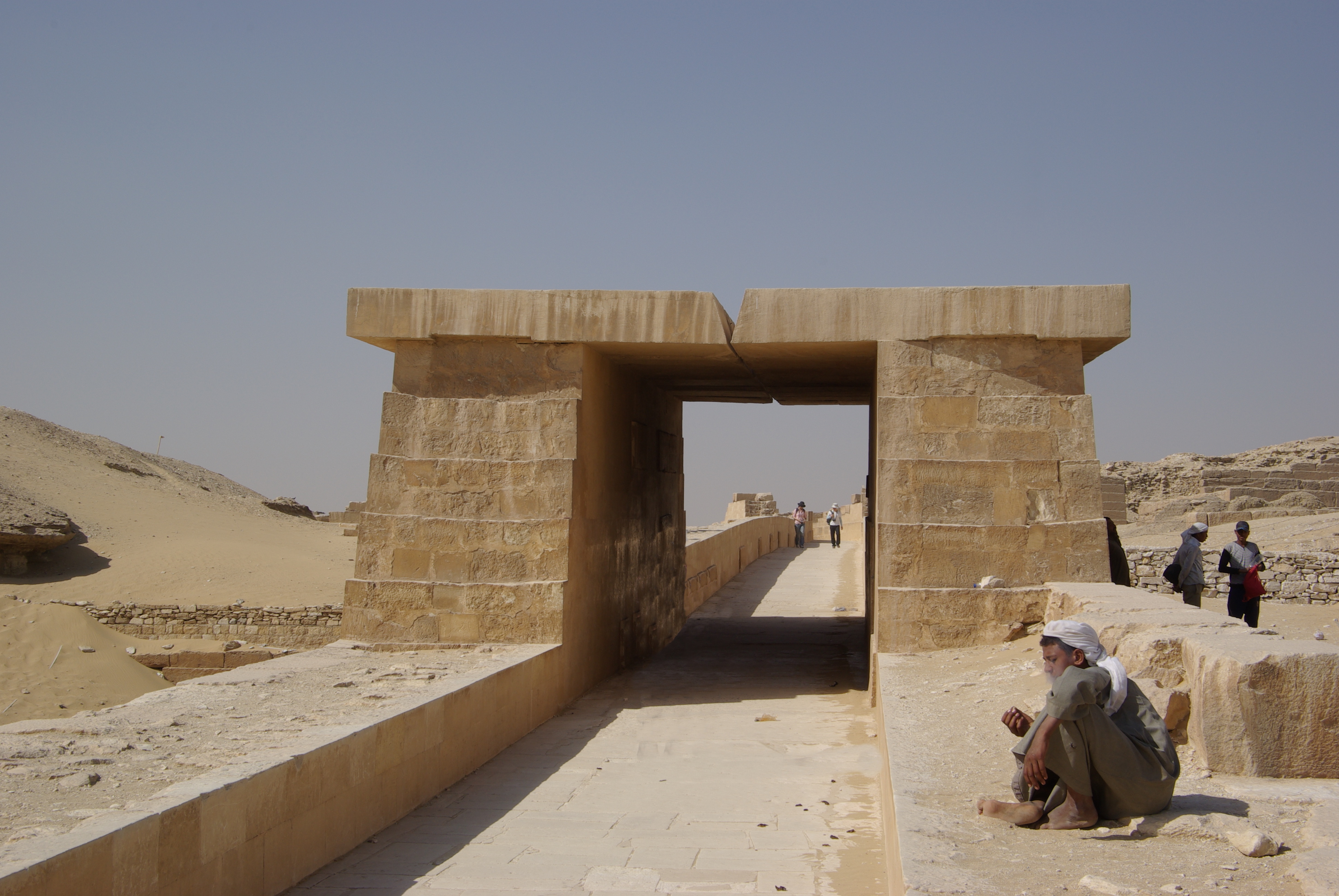
Partie restaurée de la chaussée d'Ounas
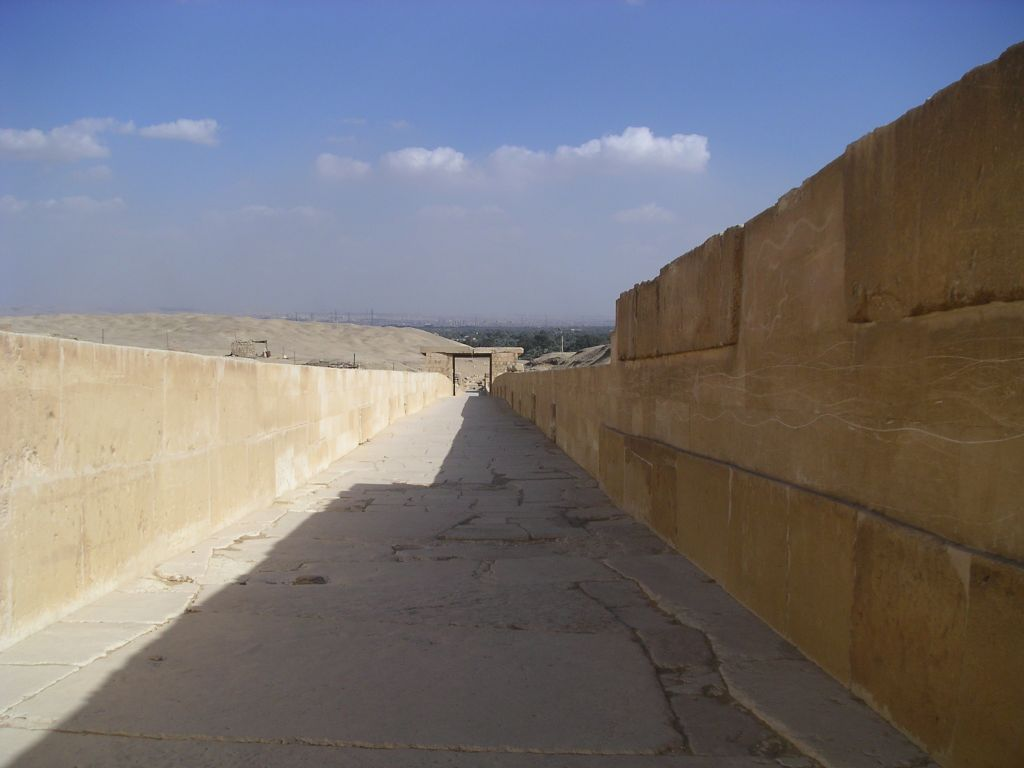
Chaussée montante reliant les temples d'Ounas
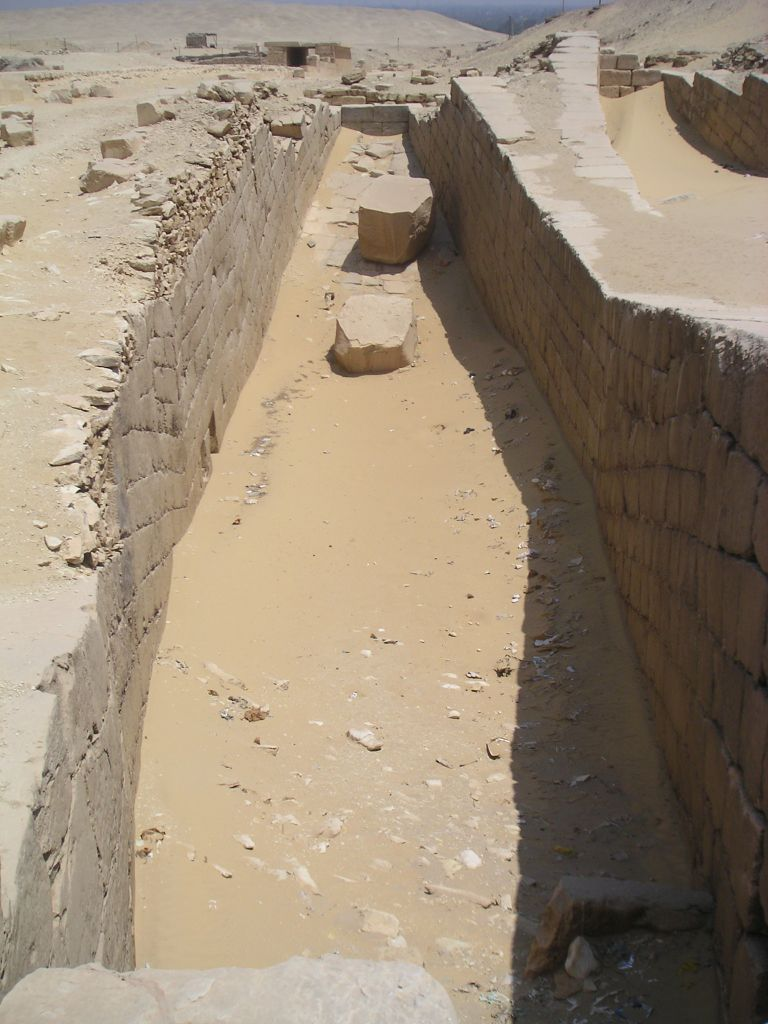
Fosses à barques d'Ounas
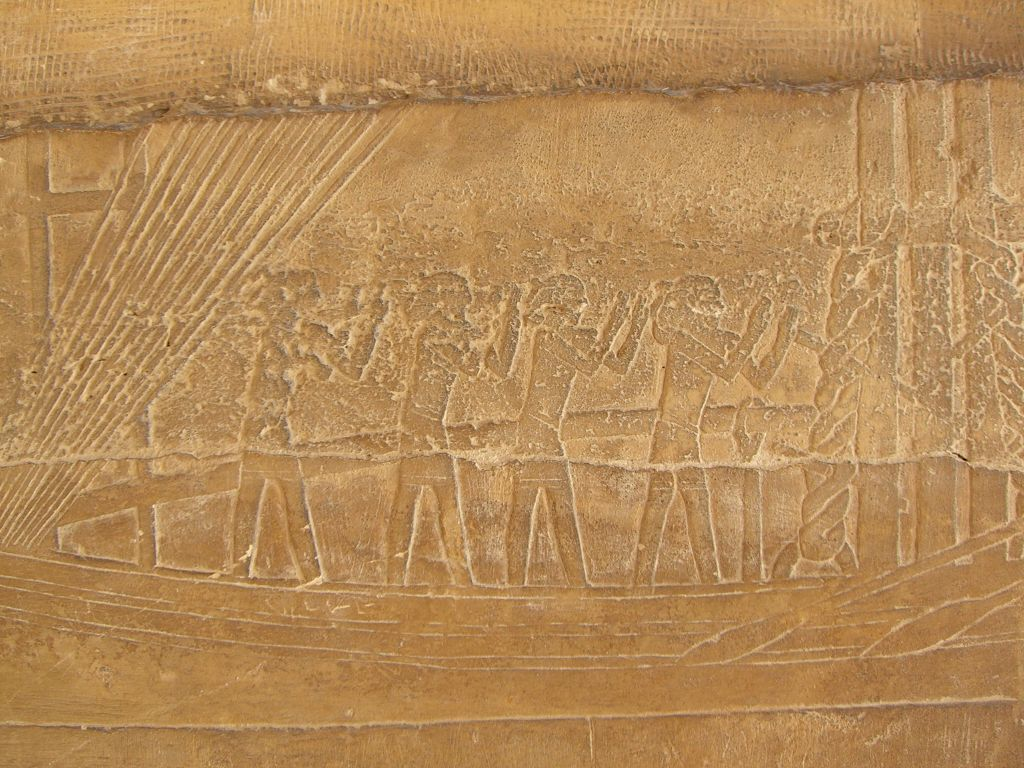
Relief de la chaussée d'Ounas
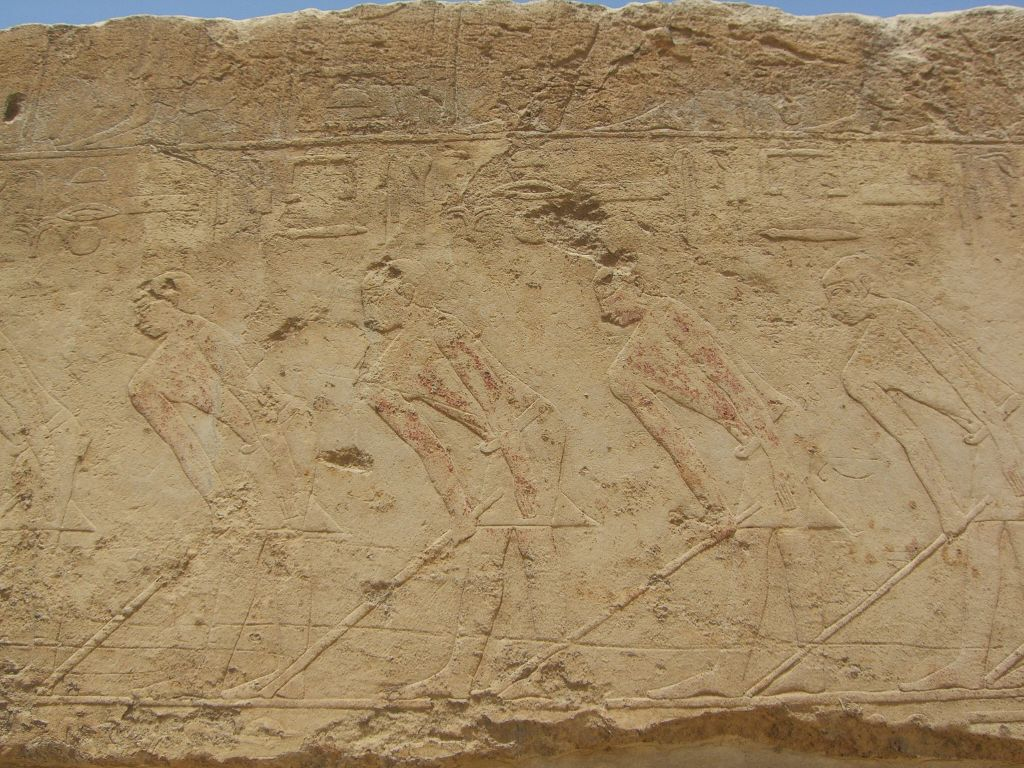
Relief de la chaussée d'Ounas
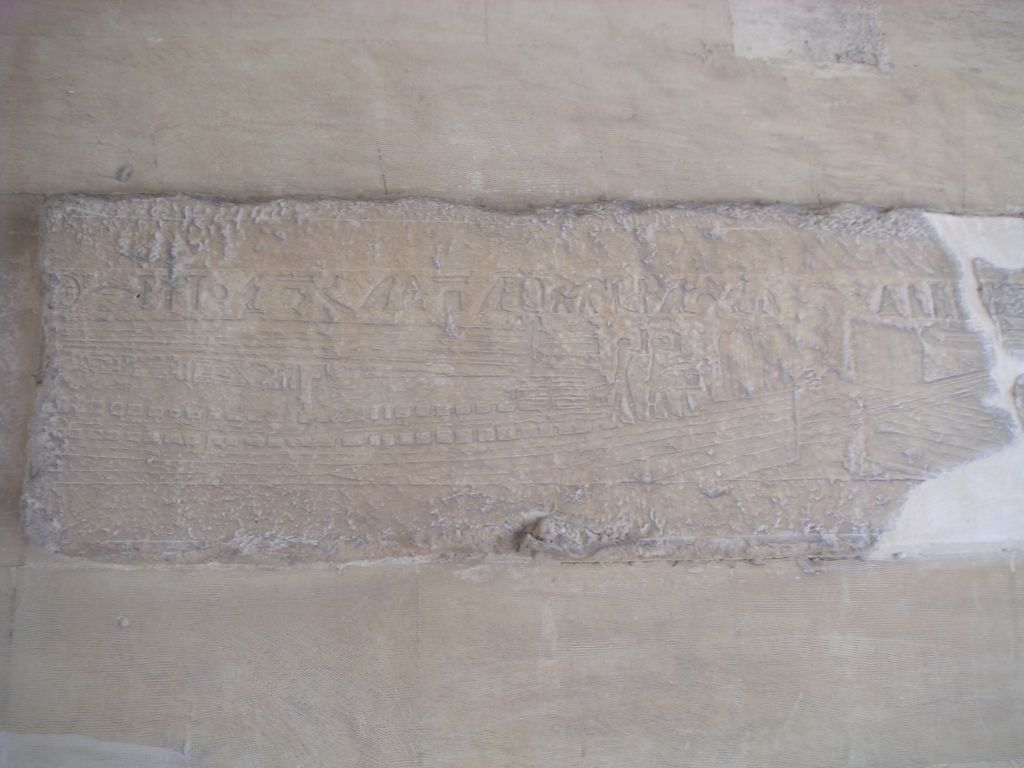
Relief de la chaussée figurant les grandes barges de transport
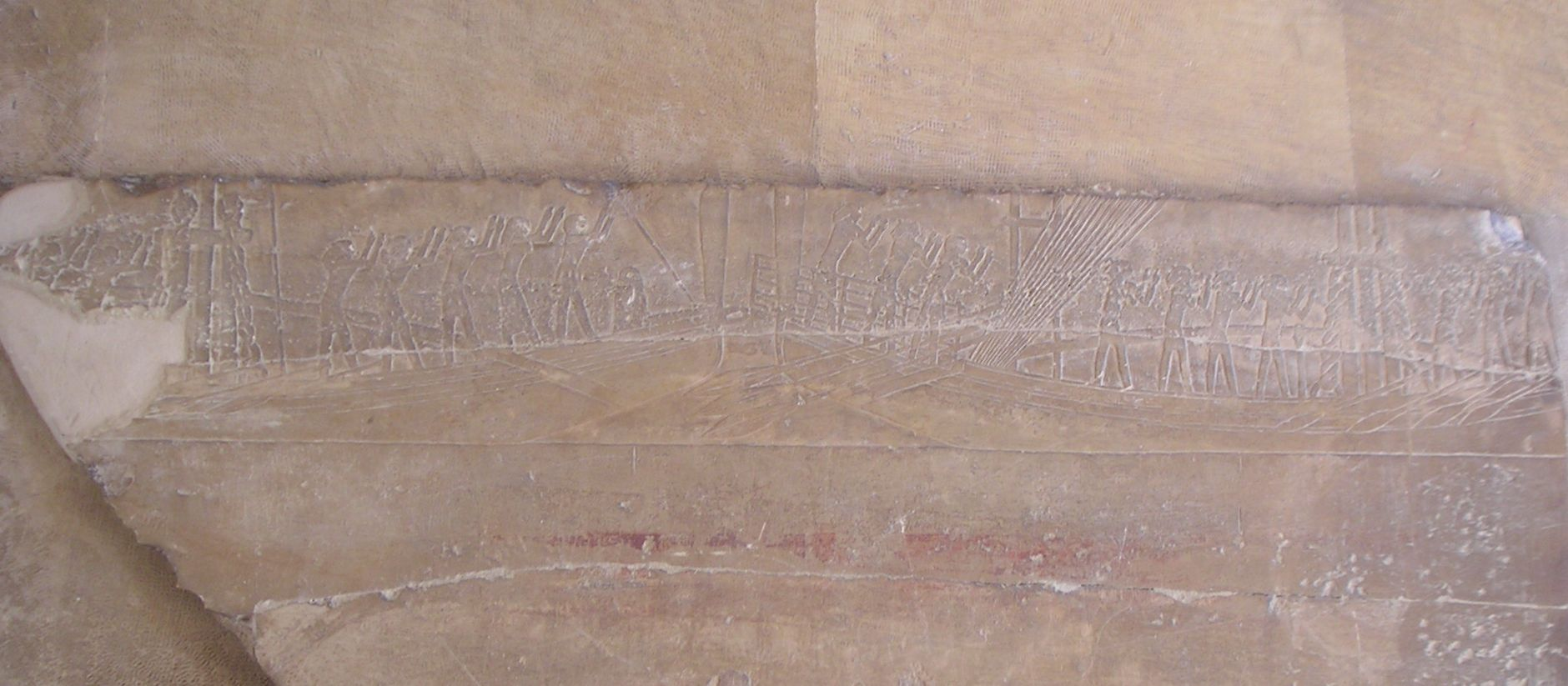
Relief de la chaussée d'Ounas représentant l'escorte des grandes barges de transport
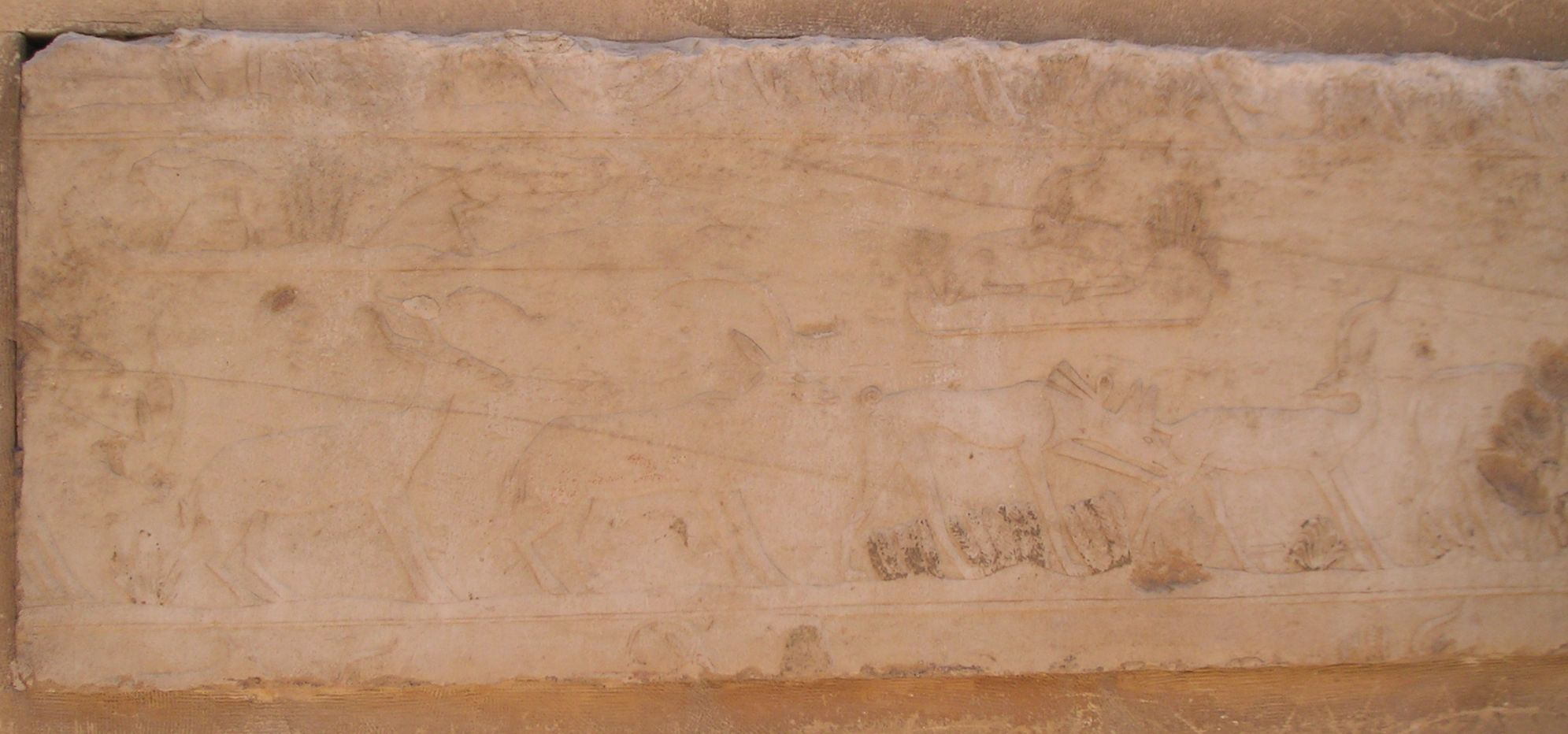
Relief bucolique de la chaussée d'Ounas
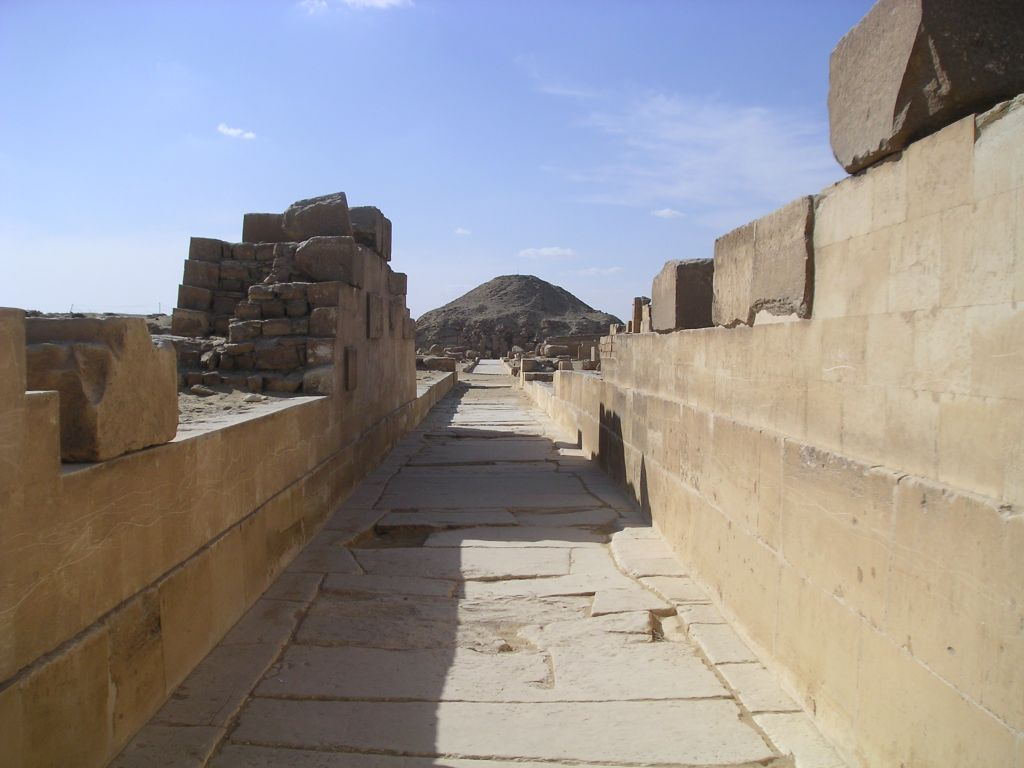
Arrivée de la chaussée devant le temple et la pyramide d'Ounas
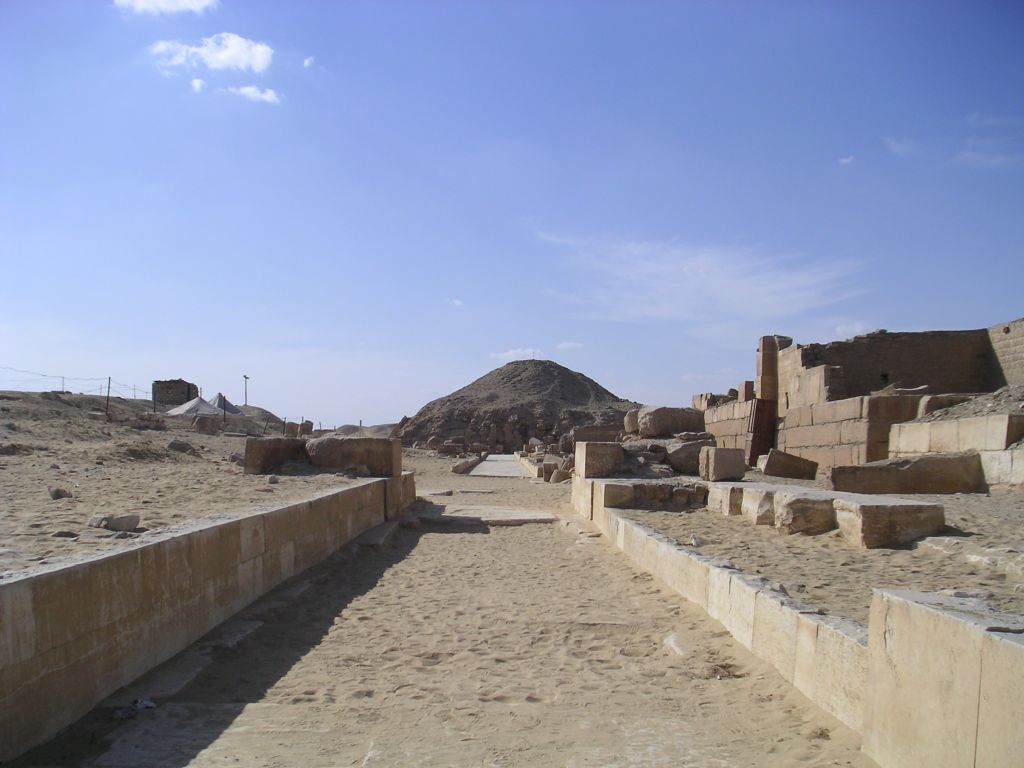
Vestiges du temple funéraire d'Ounas et de ses environs
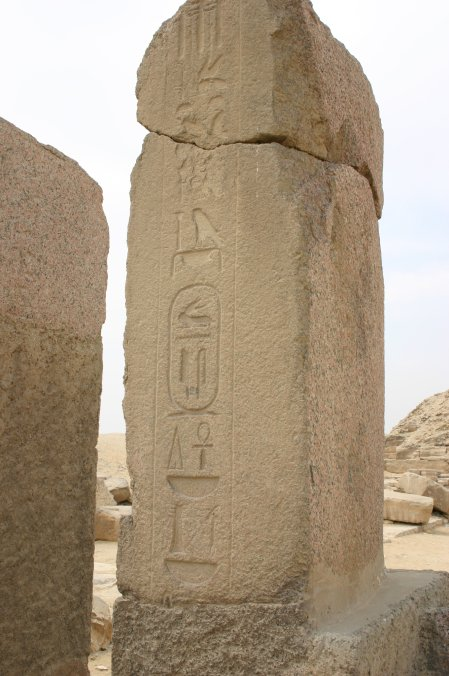
Montant en granit de la porte axiale du temple funéraire avec la titulature d'Ounas
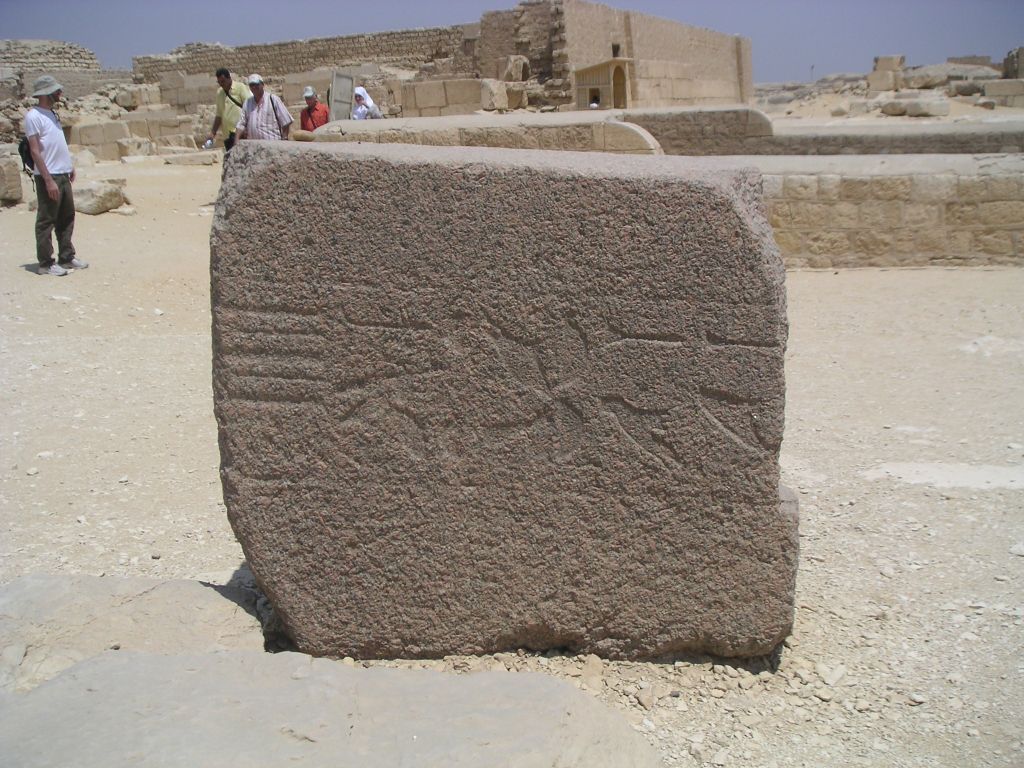
Montant en granit d'une porte du temple funéraire d'Ounas
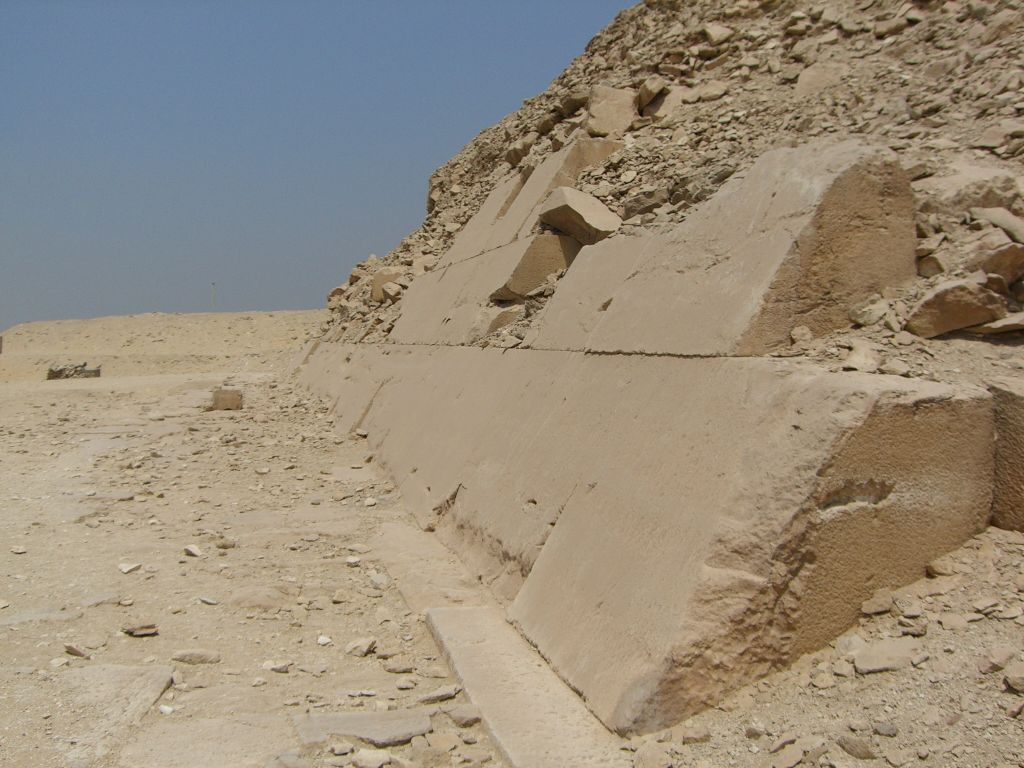
Face sud de la pyramide d'Ounas ayant conservé une partie de son revêtement
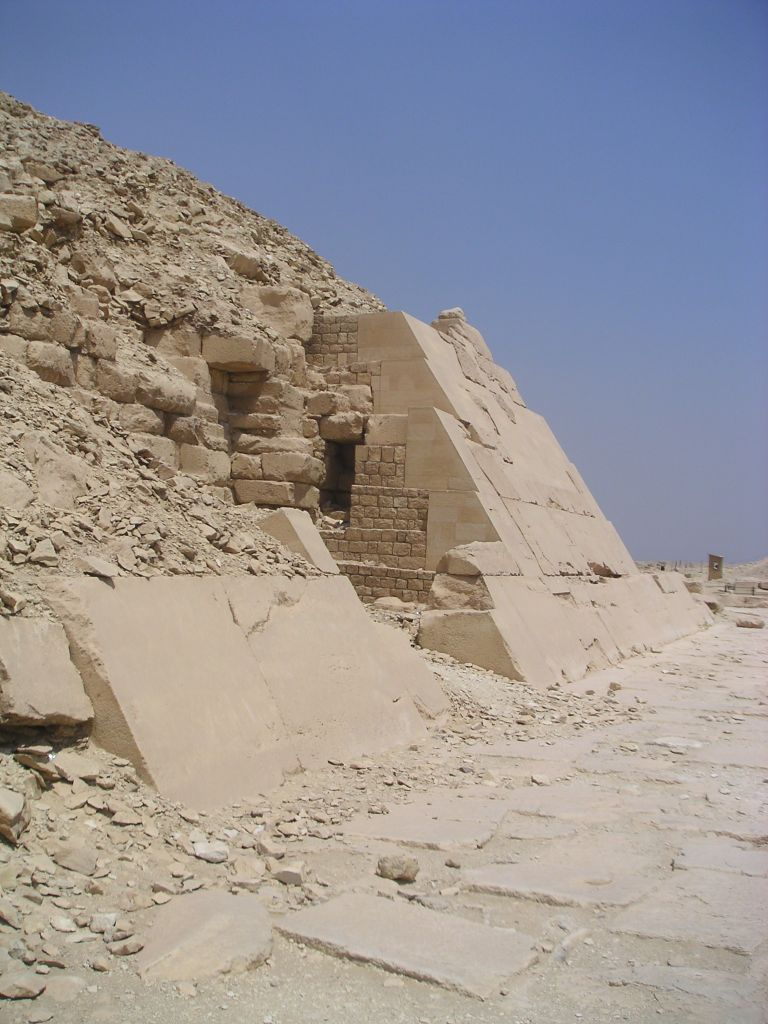
Face ouest de la pyramide d'Ounas avec une partie de son revêtement
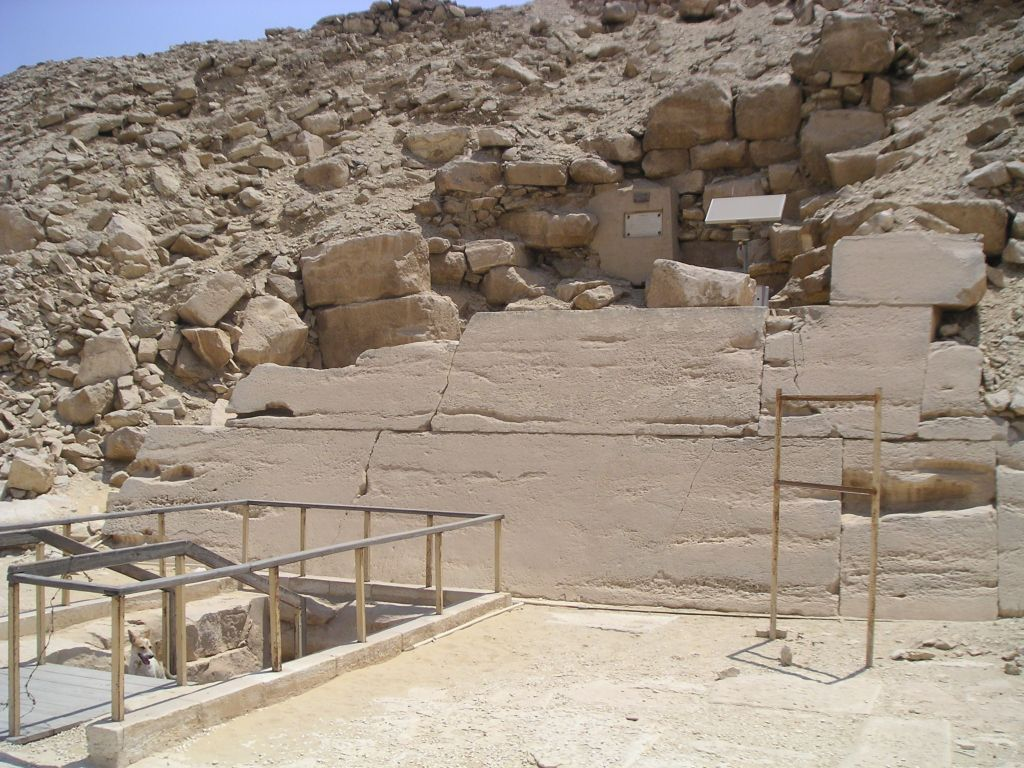
Face nord de la pyramide d'Ounas avec l'accès aux appartements funéraires
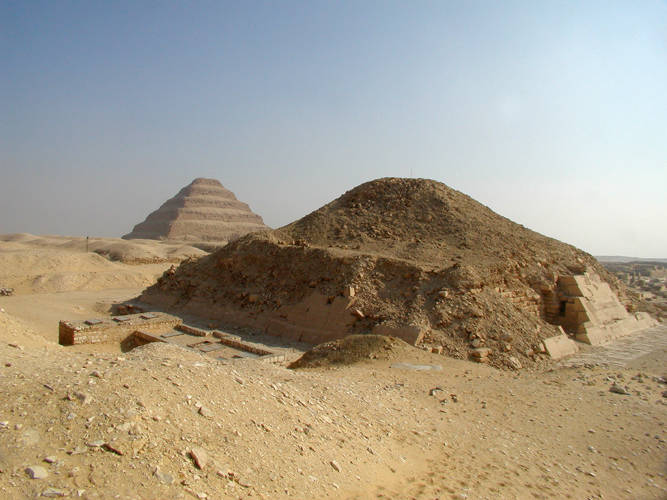
Coin sud-ouest de la pyramide
Deux colonnes palmiformes exposées au musée du Louvre - La deuxième provient du temple funéraire d'Ounas
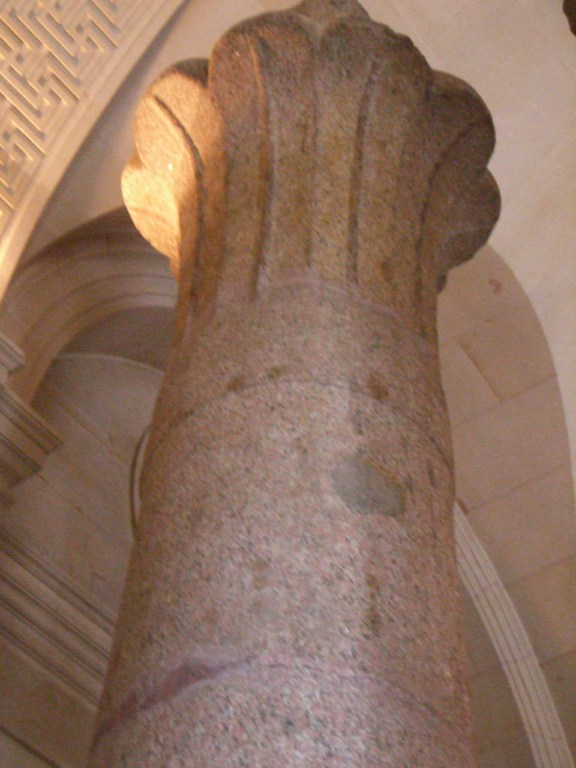
Détail du chapiteau palmiforme de la colonne exposée aujourd'hui au musée du Louvre